# Lucy Walker (Bergsteigerin)

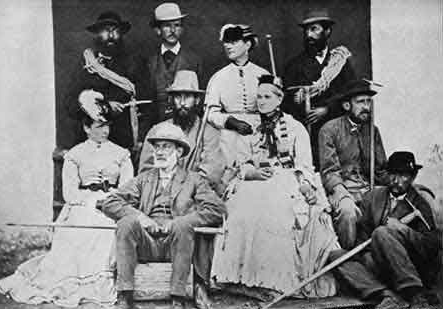
Lucy Walker (hintere Reihe, stehend, 3 v. l.) mit Familie, Freunden und Bergführern

Lucy Walker (* 1836; † 10. September 1916 in Liverpool) war eine britische Alpinistin, die 1871 als erste Frau das Matterhorn erklomm.

## Leben
Ihre Karriere als Bergsteigerin begann Walker 1858 auf Anraten eines Arztes, um ihren Rheumatismus mit Wandern zu lindern. Zusammen mit ihrem Vater Frank Walker und ihrem Bruder Horace Walker, beide Mitglieder im britischen Alpine Club, machte sie regelmäßige Bergtouren in den Alpen. Gemeinsam mit Bruder und Vater sowie den Bergführern Jakob und Melchior Anderegg gelang Lucy Walker am 21. Juli 1864 die Erstbesteigung des Balmhorns. Im Jahr 1866 bestieg sie als erste Frau das Wetterhorn, 1868 den Liskamm und 1869 den Piz Bernina.
Wie für die Herren auch, war das Matterhorn indes der begehrteste Gipfel der damaligen Ära. Mehrere Damen waren am Berg unterwegs, wobei besonders die amerikanische Bergsteigerin Meta Brevoort als eine der Favoritinnen auf die erste Frauenbesteigung galt. Als Walker vom Vorhaben Meta Brevoorts erfuhr, engagierte sie wieder Melchior Anderegg. Am 22. Juli 1871 war es soweit: Ein Telegramm erreichte die Zeitungsredaktionen, wonach Lucy Walker als erste Frau auf dem Gipfel des Matterhorns gestanden war. Meta Brevoort traf gleichentags oder kurz darauf in Zermatt ein und hörte enttäuscht die Nachricht. Wenige Wochen später gelang ihr die erste Überschreitung des Horns von Zermatt nach Breuil. Obwohl die beiden Frauen im Grunde rivalisierten, wertschätzten und bewunderten sie einander.
Da in der Zeit im Alpine Club keine Frauen als Mitglieder zugelassen waren, trat Walker 1907 in den neu gegründeten Ladies’ Alpine Club ein. 1913 bis 1915 war sie zweite Vorsitzende des Clubs.

## Ehrungen
Das Bergführerdenkmal in St. Niklaus Dorf ehrt unter anderem Lucy Walker als Gast der St. Niklauser Bergführer. In Zermatt wurde 2021 eine Skulptur ihr zu Ehren enthüllt.

## Rezeption
- Livia Anne Richard (Stück und Regie): Matterhorn: No Ladies please! Hauptrolle (in der Rolle von Lucy Walker): Corinne Thalmann. Schweiz 2019, Freilichtspiele Zermatt, Juli/August 2019.